# Te Afuafou
Te Afuafou é uma ilha do atol de Funafuti, do país de Tuvalu.